# Schweizerischer Liberaler Studentenverband
Der Schweizerische Liberale Studentenverband (Abkürzung SLS) war ein spätestens 1967 in Erscheinung tretender Dachverband bürgerlicher Studentenorganisationen an Schweizer Hochschulen.
Spätestens ab 1980 stand er mit dem deutschen Ring Christlich-Demokratischer Studenten (RCDS) nahe. Der RCDS gab den SLS noch im Jahre 2006 als „Ansprechpartner“ an, hiernach verliert sich die Spur des Verbandes.